# (252470) Puigmarti
(252470) Puigmarti est un astéroïde de la ceinture principale.

## Description
(252470) Puigmarti est un astéroïde de la ceinture principale. Il fut découvert le 24 octobre 2001 à Begues par José Manteca. Il présente une orbite caractérisée par un demi-grand axe de 2,67 UA, une excentricité de 0,21 et une inclinaison de 10,6° par rapport à l'écliptique.

## Compléments